# イアン・ウィルムット
サー・イアン・ウィルムット（Sir Ian Wilmut, OBE FRS FMedSci FRSE、1944年7月7日 - 2023年9月10日）は、イギリスの発生学者で、エディンバラ大学のスコットランド再生医療センター(Scottish Centre for Regenerative Medicine)の長である。
1996年に初めて大人の体細胞から哺乳類のクローン、フィニッシュドーセット羊のドリーを作成した研究グループのリーダーを務めていたことで最も有名。1999年に胚発生に対する功績によりOBEに任命され、2008 New Year Honoursにおいてナイトに叙された。

## 幼少期・教育
イングランド、ウォリックシャー、Hampton Lucy生まれ。父レオナルド・ウィルムットは数学教師であり、50年間糖尿病に苦しみ、最終的にそれによって目が見えなくなってしまった。イアンは父が教鞭をとっていたスカーブラにある元ボーイズハイスクールの生徒であった。 最初の夢は海軍に入ることであったが、色覚異常があったため不可能であった。学生時代に週末農場で働いていたため、ノッティンガム大学で農業を学んだ。
1966年、冷凍保存技術を1949年に開発したとされるChristopher Polgeの研究室で8週間研究を行った。翌年、ケンブリッジ大学でPh.D.を取得するためにPolgeの研究室に入り、1971年に精子冷凍保存に関する論文で卒業した。この間ケンブリッジのダーウィン・カレッジの大学院生であった。

## 経歴・研究
Ph.D.取得後、ロスリン研究所での研究など配偶子と胚発生に焦点をあてた研究に携わってきた。

1996年に最初のクローン哺乳類であるドリーを作った研究グループのリーダーを務めていた。ドリーは2003年に呼吸器疾患により亡くなった。しかし2008年に山中伸弥により開発された代替技術を支持することからドリーを作った体細胞核移植の技術を放棄すると発表した。山中伸弥による技術では分化した生体皮膚細胞から多能性幹細胞を得るためにマウスを使用しており、胚性幹細胞を生成する必要性を回避している。ウィルムットはこの方法がパーキンソン病などの変性疾患の治療や脳卒中や心臓発作の患者の治療に大きな可能性を持っていると考えている。
ドリーを作成したチームを率いたものの2006年に同僚のKeith Campbellがドリーの誕生を可能にした発明の「66%」に値し、「私はドリーを作っていない」という発言は正確であることを認めている。 彼の監督上の役割はドリーを作ったときにウィルムットがついていた主任研究員のポストと一致する。
エディンバラ大学のスコットランド再生医療センターの名誉教授であり、2008年のNew Year Honoursで科学に対する功績により、騎士団への入団を伴わないナイトに叙され、「ナイト・バチェラー」（Knight Bachelor）の称号を得た。
2006年にRoger Highfieldとの共著で著書 After Dolly: The Uses and Misuses of Human Cloning が出版された。
2023年9月10日に死去。79歳没。

## 受賞・栄誉等
1998年にLord Lloyd of Kilgerran Awardを授与している。1999年にOBE、2002年には王立協会フェローに任命された。また、1999年に選出されたAcademy of Medical Sciencesフェローやエディンバラ王立協会のフェローでもある。2003年にはEMBO Memberに選ばれている。2008年にショウ賞生命科学および医学部門を受賞。
1997年、タイムのman of the yearで次点となった。2008 New Year Honoursでナイトに叙されている。